# Omphale setosa
Omphale setosa är en stekelart som beskrevs av Christer Hansson 1996. Omphale setosa ingår i släktet Omphale och familjen finglanssteklar. Inga underarter finns listade i Catalogue of Life.